# Ubojstvo obitelji Anđelić
Ubojstvo članova obitelji Anđelić u Kostajnici u općini Konjic u BiH dogodilo se 24. prosinca 2002.
Na Badnjak 2002. u terorističkom napadu vehabija Muamer Topalović u obiteljskoj kući Anđelića ubio Anđelka Anđelića i njegove dvije kćerke Maru i Zorku, a teško ranio sina Marinka.

## Pozadina i motivi ubojstva
Ubojičin motiv ubojstva katoličkih Hrvata je bio muslimanski sukob s pravoslavnim Srbima, kako je rekao u epizodi serijala Krvni delikti Federalne TV. Izjavio je da je sukob Srba i Muslimana 1993. Muslimanima pokvario Ramazan, jer se dogodio na zadnji dan Ramazana, pa je ubojica Topalović odlučio »njima namjenski za osvetu izabrao Božić«.

## Suđenje i odšteta obitelji žrtava
Topalović je osuđen na 35 godina zatvora, a ranjeni članovi obitelji su sudskim putem 2010. godine zatražili nadoknadu štete. Nakon višegodišnjeg povlačenja po sudovima, obitelj je izborila da bi trebala dobiti satisfakciju i traženu odštetu od FBiH zbog ubojstva. Općinski sud u Konjicu je 2012. donio nepravomoćnu odluku da su Topalović i FBiH dužni solidarno isplatiti 201.590 maraka Marinku i još devetorici osoba. Županijski sud u Mostaru to je poništio. Vrhovni sud FBiH zahtjev za odštetu odbio je kao neosnovan, zaključivši da u ovom slučaju FBiH nije dužna da nadoknadi štetu. Ustavni sud BiH je 11. siječnja 2017. usvojio apelaciju oštećenih, utvrdivši da su im povrijeđena prava na pravedno suđenje, jer je Vrhovni sud proizvoljno primijenio važeće propise. Ustavni sud je ukinuo presudu Vrhovnog suda FBiH i naložio mu da po hitnom postupku donese novu odluku.